# Нік Джелілай
Нік Джелілай (нар. 5 березня 1983, Тирана, НСРА) — албанський актор театру і кіно.

## Життєпис
Крешнік Джелілай народився 5 березня 1983 року у Тирані у родині військовослужбовців. Батько Ніка хотів бачити сина військовим, тому відправив чотирнадцятирічного хлопця на навчання до Стамбула. Через сім місяців Джелілай залишив військову кар'єру та повернувся додому. У 2004 році Нік вступив до Академії музики та мистецтв Албанії та одразу почав брати участь у кінематогрфічних проєктах. Також Джелілай працює в театрі.

## Нагороди
- 2010 — Нагорода Приштинського міжнародного кінофестивалю:
  - найкращий актор

## Вибіркова фільмографія
- Горе пані Шнейдер (2008)
- Реальна гра (2013)